# Houdini (album)
Pour les articles homonymes, voir Houdini.
Albums de Melvins
Lysol
(1992) Prick
(1994)
Houdini est un album des Melvins sorti en 1993 chez Atlantic Records. Il est considéré comme un des disques les plus accessibles du groupe.
Honey Bucket est une chanson très appréciée des adeptes. Les critiques et les connaisseurs s'accordent généralement pour dire qu'il s'agit d'un des meilleurs morceaux du groupe[réf. nécessaire].
Les Melvins étaient un des groupes préférés de Kurt Cobain (ils étaient originaires de la même ville, Aberdeen, Washington). Ils étaient également amis et il les a accompagnés au studio pour la production de l'album. Il a aidé à produire les pistes 1, 7, 8, 9, 12 et 13 avec le groupe. Il a joué de la guitare sur Sky Pup et a ajouté des percussions sur le bruitiste Spread Eagle Beagle. Bien qu'il apparaisse dans la liste des producteurs, King Buzzo a déjà dit plus ou moins clairement que Cobain n'avait pas fait grand-chose, particulièrement car il n'était pas dans un bel état.

## Listes des pistes
1. Hooch (Melvins) – 2:51
2. Night Goat (Melvins) – 4:41
3. Lizzy (Melvins) – 4:43
4. Goin' Blind (Simmons/Coronel) – 4:32
5. Honey Bucket (Melvins) – 3:01
6. Hag Me (Melvins) – 7:06
7. Set Me Straight (Melvins) – 2:25
8. Sky Pup (Melvins) – 3:50
9. Joan of Arc (Melvins) – 3:36
10. Teet (Melvins) – 2:51
11. Copache (Melvins) – 2:07
12. Pearl Bomb (Melvins) – 2:45
13. Spread Eagle Beagle (Melvins) – 10:13

## Personnel
- Melvins - Producteur, Mixage
  - King Buzzo - Guitare, Chant
  - Lorax - Basse
  - Dale - batterie, Chant
- Billy Anderson - Ingénieur du son, Basse, Mixage
- Wolf Kesseler - Assistant ingénieur
- Garth Richardson - Mixage
- Joe Marquez - Assistant ingénieur
- Kurt Cobain - Producteur pistes 1, 7, 8, 9, 12 et 13, guitare sur la piste 8, percussion additionnelle sur la piste 13
- Jonathan Burnside - Ingénieur du son
- Lou Oribin - Ingénieur du son
- Tom Doty - Assistant ingénieur
- Barrett Jones - Ingénieur du son
- Bill Bartell - Basse and Guitare lead sur la piste 4
- Al Smith - percussion additionnelle sur la piste 13, A&R
- Mike Supple - percussion additionnelle sur la piste13
- Stephanie Wells - David Lefkowitz Management
- Elliot Cahn - Legal Beagles
- Jeff Saltzman - Legal Beagles
- Peter Davis - Booking
- Don Lewis - Photo du groupe
- Frank Kozik - Art Direction, Illustration
- Valerie Wagner - Art Direction, Design
- Stephen Marcussen - Mastering